# Queen's Club Championships 2016
I Queen's Club Championships 2016, noti anche come AEGON Championships per motivi di sponsorizzazione, sono stati un torneo di tennis su campi di erba, facente parte dell'ATP Tour 500, nell'ambito dell'ATP World Tour 2016. È stata la 123ª edizione dell'evento, e si è giocato nell'impianto del Queen's Club a Londra, in Inghilterra, dal 13 al 19 giugno 2016.

## Singolare

### Teste di serie
| Nazionalità | Giocatore             | Ranking* | Testa di serie |
| ----------- | --------------------- | -------- | -------------- |
| Regno Unito | Andy Murray           | 2        | 1              |
| Svizzera    | Stan Wawrinka         | 5        | 2              |
| Canada      | Milos Raonic          | 9        | 3              |
| Francia     | Richard Gasquet       | 10       | 4              |
| Croazia     | Marin Čilić           | 13       | 5              |
| Spagna      | Roberto Bautista Agut | 16       | 6              |
| Stati Uniti | John Isner            | 17       | 7              |
| Francia     | Gilles Simon          | 18       | 8              |

* Ranking al 6 giugno 2016.

### Altri partecipanti
I seguenti giocatori hanno ricevuto una wild card:
- Kyle Edmund
- Daniel Evans
- James Ward

I seguenti giocatori sono entrati in tabellone con il ranking protetto:
- Juan Martín del Potro
- Janko Tipsarević

I seguenti giocatori sono passati dalle qualificazioni:

- Kevin Anderson
- Adrian Mannarino
- Vasek Pospisil
- Donald Young

Il seguente giocatore è entrato in tabellone come lucky loser:
- Jiří Veselý

## Campioni

### Singolare
Andy Murray ha sconfitto in finale  Milos Raonic con il punteggio di 6(5)–7, 6-4, 6-3.
- È il trentasettesimo titolo in carriera per Murray, secondo della stagione e quinto titolo qui a Londra.

### Doppio
Pierre-Hugues Herbert /  Nicolas Mahut hanno sconfitto in finale  Chris Guccione /  André Sá con il punteggio di 6-3, 7–6(5).